# Дом Шапшала (Евпатория)
Дом Шапшала — жилой дом в городе Евпатория (Республика Крым), построенный в 1916 году, в котором 1916—1919 годах жил духовный наставник караимов (гахам), тюрколог-ориенталист, профессор Серая Маркович Шапшал. Адрес: ул. Пушкина, 4 / ул. Белинского, 7.

## История
В начале XX века земли, ранее отрезанная от основной площади городской застройки Евпатории и частью под зеркальной гладью Карантинного озера между стенами старого города и Мойнакским озером, стали желанным объектом вложений для привилегированного класса не только города, но и многих состоятельных жителей Российской империи.
В 1916 году на улице Пушкина появляется здание, которая вошло в историю города под названием его первого хозяина как «дом Серая Шапшала», после прибытия в Евпаторию из Петербурга избранного Таврическим и Одесским гахамом, духовным наставником караимов, которые составляли в то время влиятельную часть городской элиты. Сама же Евпатория носит название «неофициальной столицы караимов».
Четыре года владел домом Серая Шапшала. В 1920-х годах с установлением советской власти на Крымском полуострове, все религиозные учреждения и их проповедники подверглись преследованиям. Впоследствии дом национализирован и переоборудован под жилые потребности.
После распада СССР в 1994 году здание передано под защиту Государственного комитета по охране и использованию памятников истории и культуры. По случаю 140-й годовщины со дня рождения Сирая Шапшала, на средства Духовного управления религиозных организаций караимов Украины, на фасаде дома открыта памятная мемориальная доска.

## Архитектура
Дом имеет два этажа, построен в стиле эклектики. Скульптурно-художественные и лепные работы выполнены в мастерской И. Ф. Гавронского, фамилия которого выведена в правом углу входного коридора на цементно-мозаичном полу. Лестничные марши — с металлическими перилами. Расположен напротив Управления порта Евпатории, его периметр составляет 86 метров (30 м х 13м), общий силуэт дополняют многочисленные архитектурные элементы декора. Имеет три фронтонных центральных фасада, которые возвышаются над общим объёмом кровли. Барельефы кариатид в древнегреческом стиле, малые горельефы в виде амуров, которые расположены над центральным окном второго яруса центрального входа.
Периметр здания построены из местного ракушечника, облицован литыми цементными плитами с декоративными штрихами. Колонны коринфского ордера подпирает ажур оконных арочных завершений и кованый штрих навеса над центральным входом. Изображённый растительный орнамент переходит в затейливый карниз с филёнками. Выступают силуэты пилястр и крупная рустовка цоколя, контуры оконных проёмов и цветные блики витражных дверей, фигуры львов и атлантов центрального фронтона.